# Rhaphuma circumscripta
Rhaphuma circumscripta är en skalbaggsart som först beskrevs av Schwarzer 1925.  Rhaphuma circumscripta ingår i släktet Rhaphuma och familjen långhorningar.
Artens utbredningsområde är Taiwan. Inga underarter finns listade i Catalogue of Life.